# Marco Antonio da Silva
Marco Antonio da Silva (vzdevek Marquinhos), brazilski nogometaš, * 9. maj 1966, Belo Horizonte, Brazilija.
Za brazilsko reprezentanco je odigral eno uradno tekmo.